# 圣灵勋章
圣灵勋章是由亨利三世在1578年所创立的一种骑士团勋章。如今，这是法兰西王族名下的一种君主勋章。
就重要性来说，圣灵勋章是法国最高级的骑士团勋章。但它并不是最古老的勋章，因为处于第二级的圣弥额尔勋章的创立比它要早了一个多世纪。
尽管圣灵勋章在1830年七月革命后被正式废除，但它依旧是是国际骑士团勋章委员会所承认的君主骑士团勋章。

## 历史
在1578年圣灵勋章创立前，法国最高级的勋章是圣弥额尔勋章。后者是路易十一为了与勃艮第伯国的金羊毛骑士团勋章相竞争的产物，同时也有确保重要的法国贵族对国王忠诚的功效。最初，骑士团的成员被限制在少数有权势的亲王和贵族中，但之后由于法国宗教战争的压力，成员的数量剧增。
在亨利三世的统治初期，圣弥额尔骑士团有几百名成员，从国王一直延伸到资产阶级。亨利三世意识到这个骑士团的重要性已经打了折扣，便在1578年的12月31日创立了圣灵骑士团，此举创造了一个双层系统；新的骑士团中的席位将为亲王和有权势的贵族保留，而圣弥额尔骑士团成员则是国王手下那些不是非常卓越的仆从。新的骑士团献身于圣灵，以此纪念亨利三世在1573年的五旬节当选为波兰国王，和在1574年的五旬节继承法国王位这两件事。
新的骑士团和绳结骑士团相类似（法語：Ordre du Nœud，亦称正义圣灵骑士团（Ordre du Saint-Esprit au Droit Désir）），后者由那不勒斯国王路易一世在1352年或1353年成立。这是一个短命的骑士团，但当时在上层贵族中广受欢迎。记录骑士团规章制度的作品则以BNF Fr 4274之名被保存下来。一份精致的临摹品则在路易十四统治时期被完成。

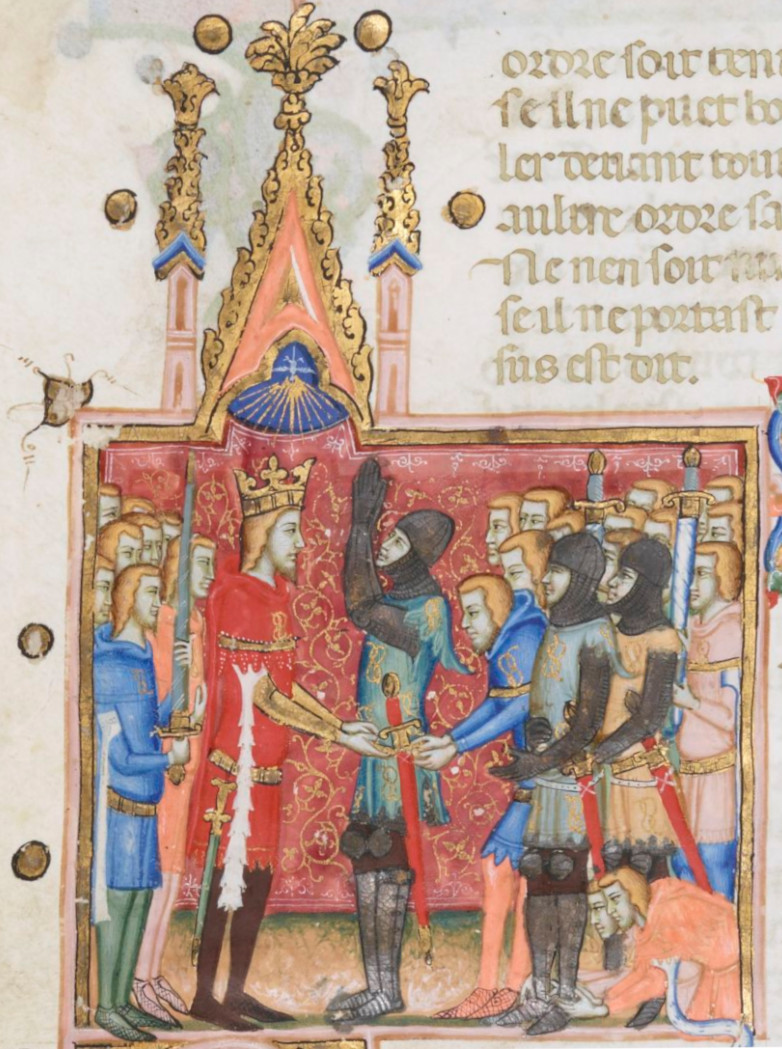
BNF Fr 4274，绳结骑士团的规章制度

法国大革命期间，圣灵勋章和其他旧制度的骑士团勋章一起被法国政府废除。尽管如此，在外流亡的路易十八依然承认圣灵勋章。波旁复辟后，圣灵勋章也被正式恢复。但在1830年七月革命后，圣灵勋章再次被奥尔良派的路易-菲利普一世废除。但尽管如此，在法国君主制废止很久后，奥尔良派和正统派的王位凯觎者还是会任命圣灵骑士团的成员。

## 组成

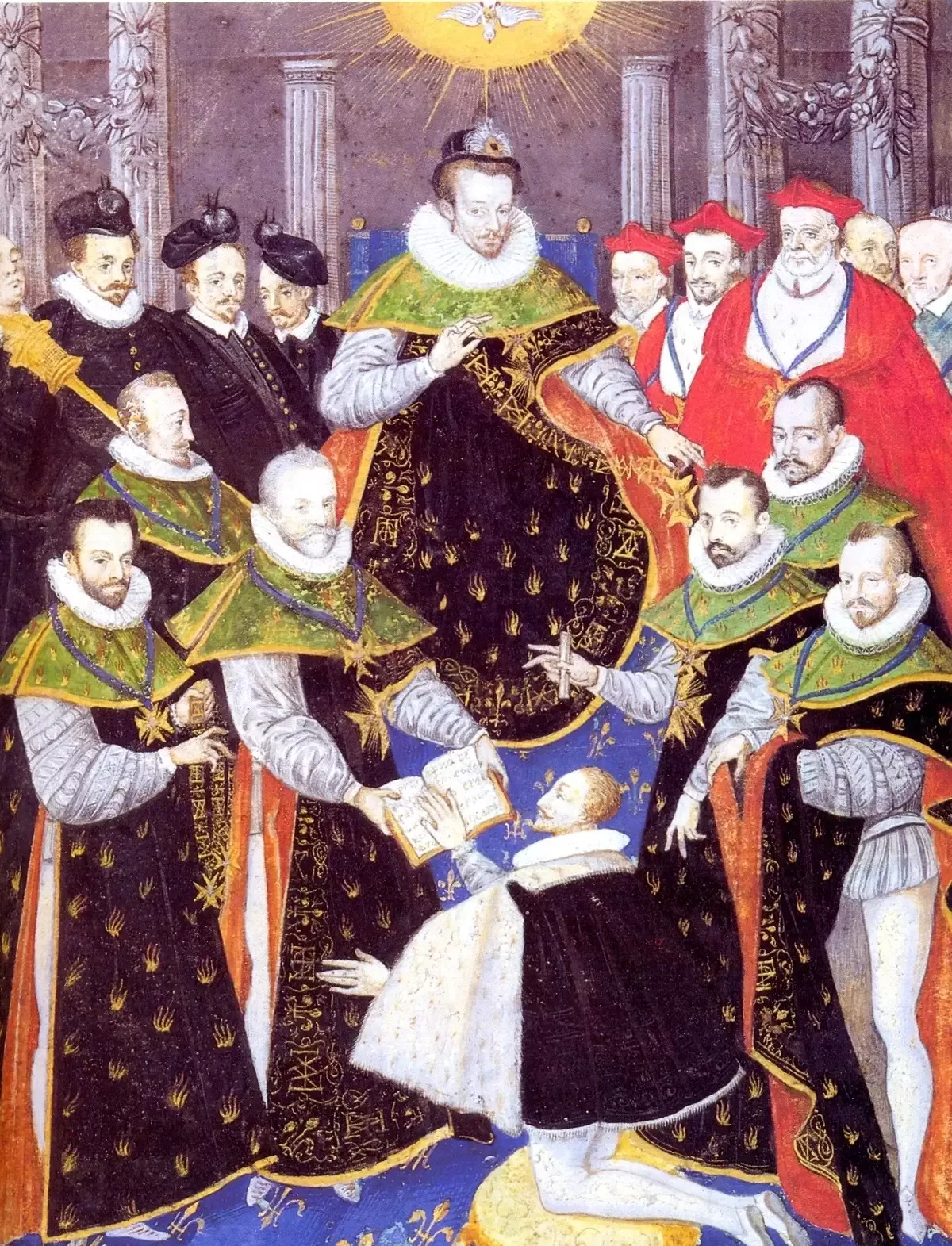
路易·贡扎加，内维尔公爵是第一个受封圣灵勋章的骑士

法兰西国王是君主兼骑士团团长（法語：Souverain Grand Maître），并任命骑士团内的每一位成员。骑士团成员可以被分为三种：
- 8名神职人员；

- 4名官员；

- 100名骑士；

最初，八名神职人员中有四名必须是红衣主教，而其他四位则必须是大主教或是高级教士。但后来这条规定就被放宽了， 八名神职人员只要是红衣主教、大主教和高级教士中的一种就行了。
骑士团成员必须信奉罗马天主教，且必须能够证明自己是前三等的贵族（公爵，侯爵与伯爵）。成员的最低年龄是35岁，但仍有一些例外：
- 王子们自出生之时就是圣灵骑士团的成员，但他们要到12周岁才会被接纳入团；

- 王族成员在16周岁时亦可被接纳入团；

- 外国的皇室成员在25周岁时亦可被接纳入团。

所有的圣灵骑士团成员也都是圣弥额尔骑士团的成员。就这点而论，他们通常的称号是“皇家骑士团的骑士”（Chevalier des Ordres du Roi） ，而不是“圣弥额尔骑士团骑士兼圣灵骑士团骑士”（Chevalier de Saint-Michel et Chevalier du Saint-Esprit）这种冗长的名称。

## 职位

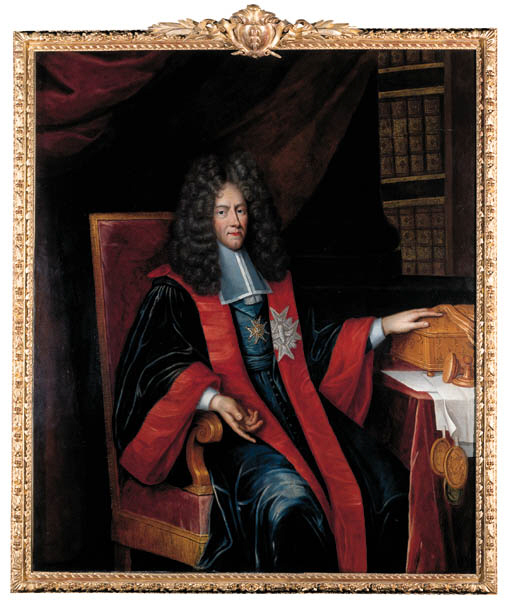
身着圣灵勋章的路易·菲利波，蓬查特蘭伯爵

骑士团中有不同的职位，而职位的持有者需要负责典礼和管理骑士团。
骑士团的职位如下：
- 大总管（Chancellor）;

- 典礼长（Provost and Master of Ceremonies）；

- 财务官（Treasurer）；

- 书记员（Clerk）。

## 圣灵十字
圣灵勋章的标志是圣灵十字（这是一个马耳他十字）。在外围，圣灵十字的八个顶都是圆形的，且在每对圆顶间都有一个百合花饰。而十字正中心有一只白鸽。十字的八个圆顶象征着天国八福，四朵百合花象征着四福音书，十二片百合花瓣则代表了十二使徒，中间的白鸽则是圣灵的象征。

## 蓝绶带
由于佩戴圣灵勋章时，需将其悬在一根蓝绶带（Le cordon bleu）上后才能佩戴。所以，圣灵骑士也被称为“蓝绶带”（Les Cordons Bleus）。随着时间的推移，这个词就渐渐地被用来称呼其他领域的精英事物，比如巴黎蓝带厨艺学校和蓝丝带奖 。

## 礼服与佩章

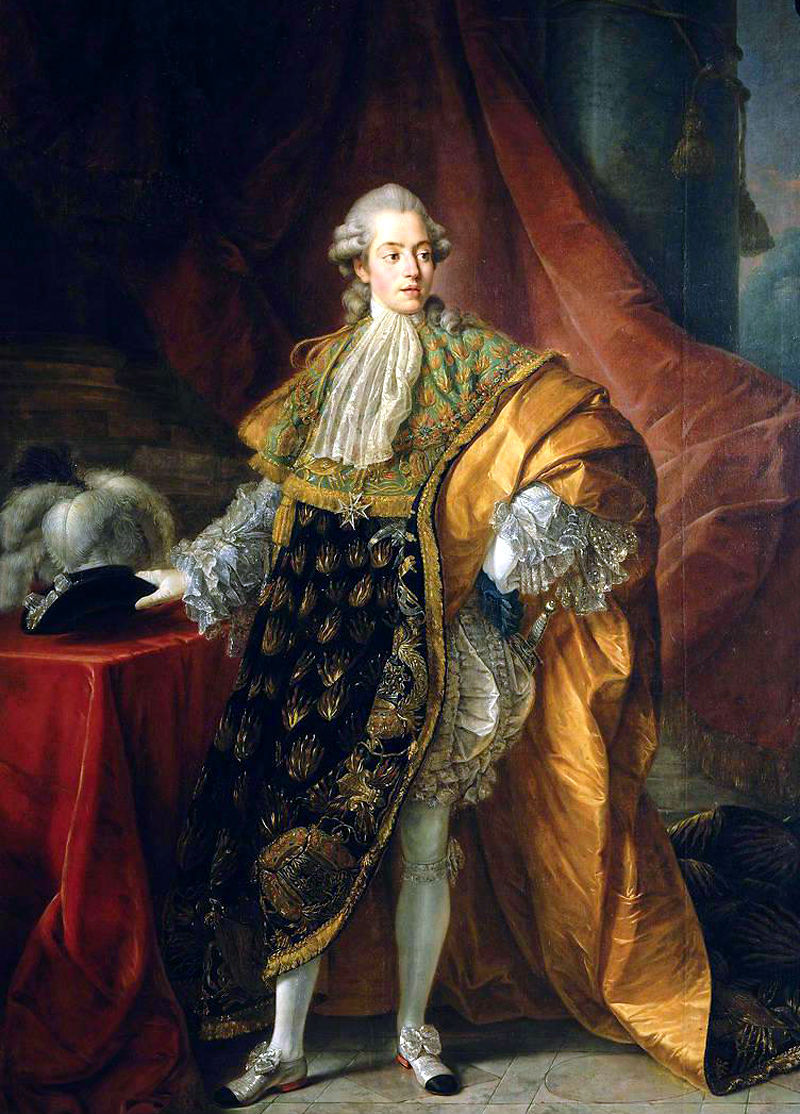
身着骑士团礼服的阿图瓦伯爵查理-菲利普

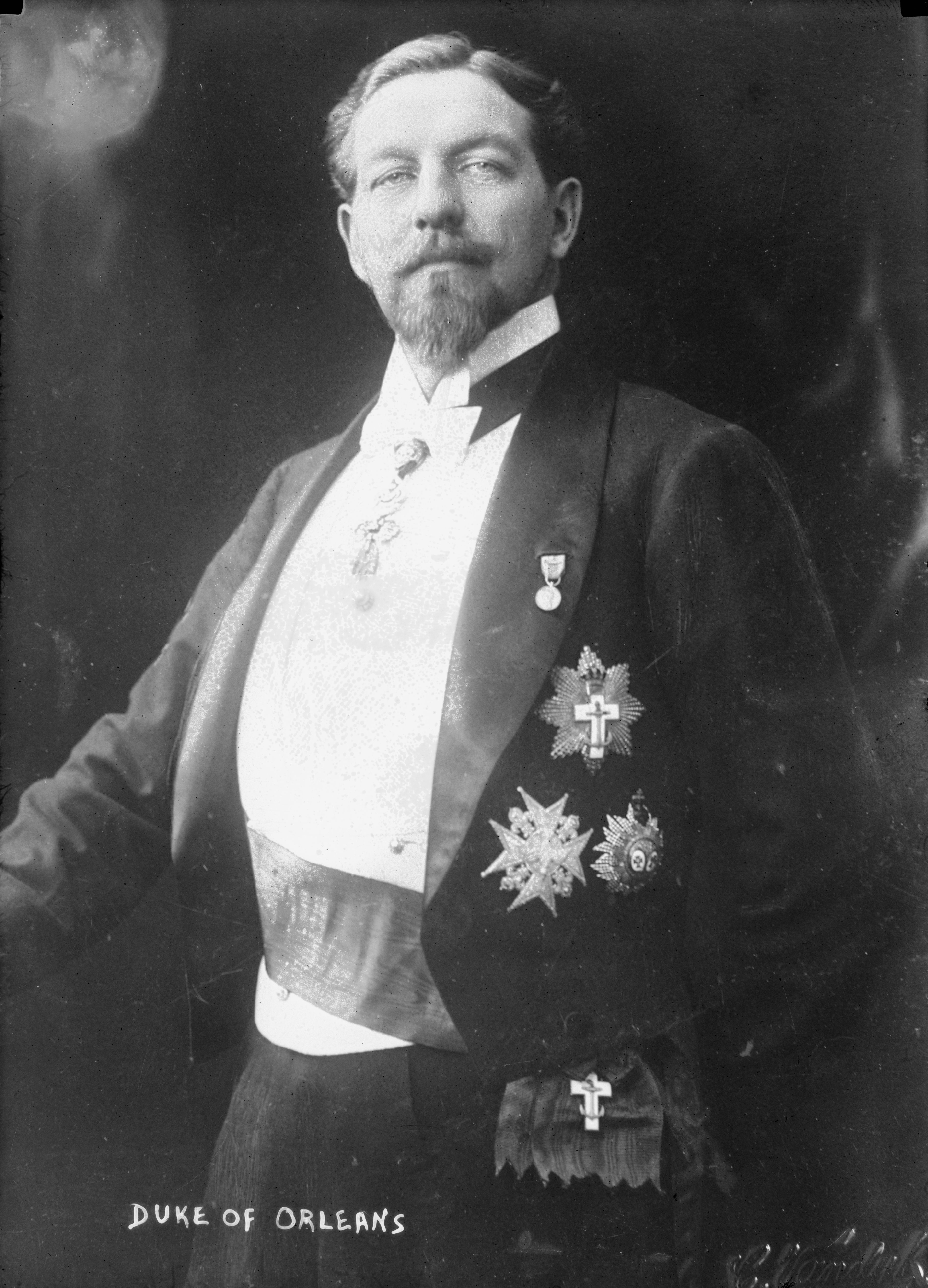
佩戴着圣灵骑士团胸章的奥尔良公爵腓力八世

骑士团的勋章是一个金色的马耳他十字，再配上白色的边框。八个尖顶上都有一个金色的小球（被称为points boutonnées）且每对尖顶间都有一朵百合。十字中间是一只头朝下、被绿色的火焰包围着的鸽子。 勋章背面的十字与正面相同，只不过背面中间是圣弥额尔而不是代表圣灵的鸽子。在典礼中，军官和指挥官的圣灵十字则被固定在一根颈链上。这根颈链由金百合链环，战利品链环和字母H（创始人名字的首字母）链环组成，字母H的上方和两侧还有法国王冠。每一个链环的外侧都是一个由多个火焰状红珐琅构成的方型边框（页面存档备份，存于）（页面存档备份，存于）。而一般成员的勋章则都悬在一根波纹轧光的天蓝色绶带上。
当圣灵骑士领圣餐时，他们会披一件黑天鹅绒的斗篷。这种斗篷上面点缀着金色和红色的火焰花纹，它衣领的边缘则有着金、红、银三色的刺绣。这种斗篷和皇家斗篷相类似，都是右开口的，它的披肩也类似于皇家斗篷上的貂皮披肩，只不过这是由浅绿色的天鹅绒和小一点的刺绣制成的。这两种斗篷都是本色的，而披肩则是内衬着黄橙色的缎子。斗篷之下是一件白色上衣（骑士团的胸饰则被绣在左胸的位置），银线绣花的马甲和长筒袜。这些服饰再加上一顶带有白色羽饰的黑帽子就是他们的礼服了。 骑士们上衣和背心上的圣灵勋章胸饰的样式和勋章的正面相同，只不过是用银线织成的（后来就变成了银质的星章）。

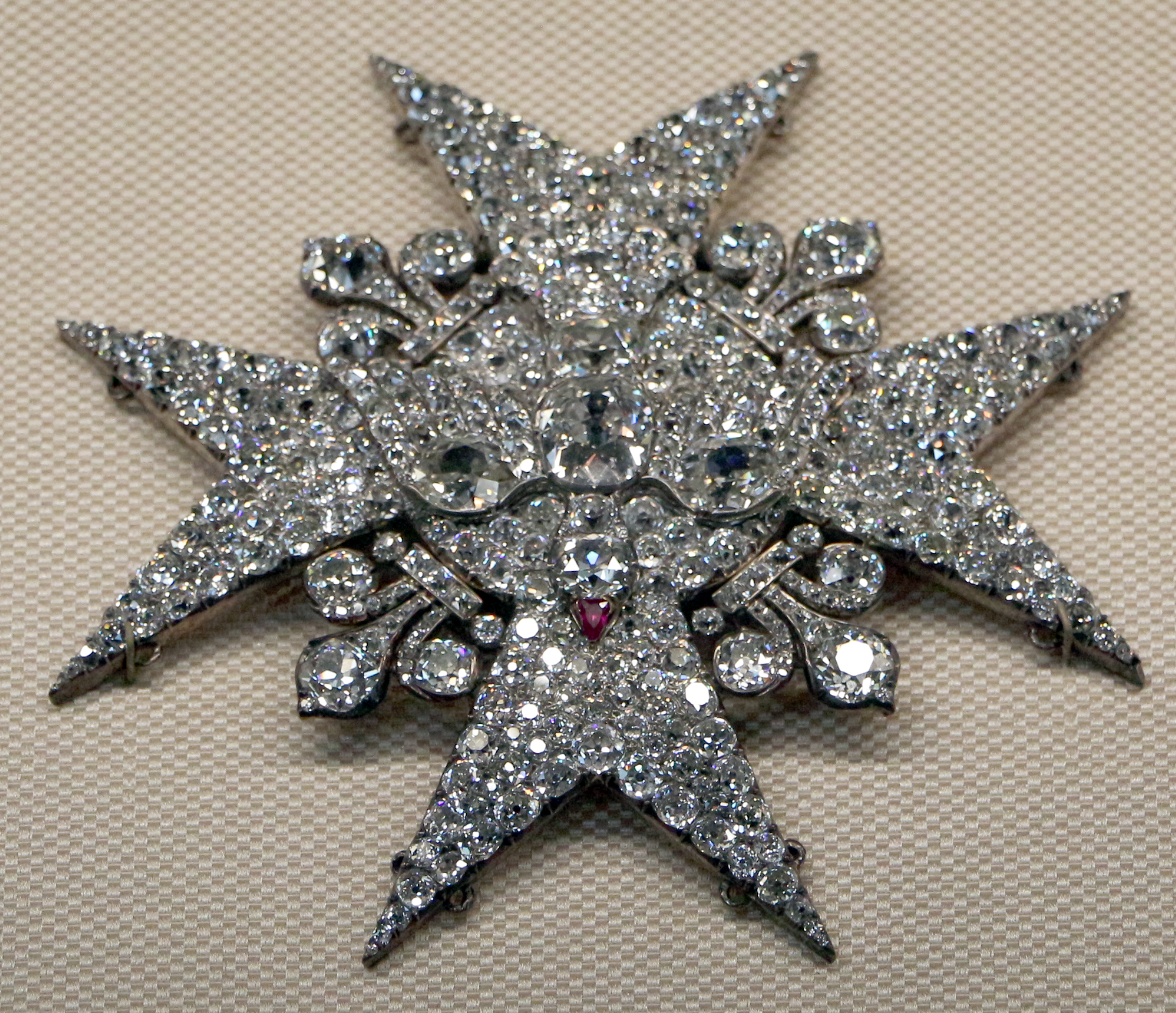
镶钻的骑士团勋章
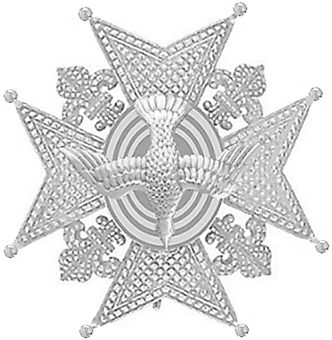
波旁复辟时期及后期的圣灵勋章胸饰
圣灵勋章的颈链
法兰西和内瓦拉的纹章中的圣灵勋章颈链
悬在蓝绶带下的圣灵勋章

## 特权
在法国，红色和绿色的火漆被当做皇室印章用在了需要皇室印章的文件上，但只有在涉及到圣灵骑士团的文件上才会用白色的火漆来做皇室印章。

## 传记
- Patrick Spilliaert, , in Bulletin no 12 de la Société des amis du musée national de la Légion d'honneur et des ordres de chevalerie, 2009, p. 4-33.
- Patrick Spilliaert, Les colliers et croix de l'ordre du Saint-Esprit sous l'Ancien Régime, in Bulletin n°18 de la Société des amis du musée de la Légion d'honneur et des ordres de chevalerie, 2015, p. 14-31.
- Patrick Spilliaert, The insignia of the Order of the Holy Spirit, 1578-1830, in The journal of the Orders and Medals Research Society (OMRS), June 2016.
- Patrick Spilliaert, Les insignes de l'ordre du Saint-Esprit, colliers, croix, plaques, chapelets et autres ornements distribués à Messieurs les chevaliers, prélats et officiers des Ordres du roi. Paris : Le Léopard d'or, 2016.